# 3 000 mètres steeple féminin aux championnats du monde d'athlétisme 2015
Navigation
Moscou 2013 Londres 2017
L'épreuve du 3 000 mètres steeple féminin des championnats du monde de 2015 s'est déroulée les 24 et 26 août 2015 dans le Stade national de Pékin, en Chine. Elle est remportée par la Kényane Hyvin Jepkemoi.

## Critères de qualification
Pour se qualifier, il faut avoir couru en 9 min 44 s ou moins entre le 1er octobre 2014 et le 10 août 2015.
La championne du monde en titre et le vainqueur de la Ligue de diamant 2014 bénéficient d'une wild card, tandis que les championnes continentales en titre sont également qualifiées, la décision finale d'aligner l'athlète relevant de la fédération nationale concernée.

## Records et performances

### Records
Les records du 3 000 m steeple femmes (mondial, des championnats et par continent) étaient avant les championnats 2013 les suivants. 
| Record du monde           | Gulnara Samitova-Galkina | 8 min 58 s 81 | Pékin, Chine         | 17 août 2008    |
| Record des championnats   | Yekaterina Volkova       | 9 min 06 s 57 | Osaka, Japon         | 27 août 2007    |
| Record d'Afrique          | Eunice Jepkorir          | 9 min 07 s 41 | Pékin, Chine         | 17 août 2008    |
| Record d'Asie             | Ruth Jebet               | 9 min 20 s 55 | Zurich, Suisse       | 28 août 2014    |
| Record d'Amérique du Nord | Emma Coburn              | 9 min 11 s 42 | Glasgow              | 12 juillet 2014 |
| Record d'Amérique du Sud  | Sabine Heitling          | 9 min 41 s 22 | Londres, Royaume-Uni | 25 juillet 2009 |
| Record d'Europe           | Gulnara Samitova-Galkina | 8 min 58 s 81 | Pékin, Chine         | 17 août 2008    |
| Record d'Océanie          | Donna MacFarlane         | 9 min 18 s 35 | Oslo, Norvège        | 6 juin 2008     |

### Meilleures performances
Les dix coureuses les plus rapides de l'année sont, avant les championnats, les suivantes.
| 1  | Habiba Ghribi         | Tunisie    | 9 min 11 s 28 | Monaco | 17 juillet 2015 |
| 2  | Hyvin Jepkemoi        | Kenya      | 9 min 12 s 51 | Monaco | 17 juillet 2015 |
| 3  | Virginia Nganga       | Kenya      | 9 min 13 s 85 | Monaco | 17 juillet 2015 |
| 4  | Hiwot Ayalew          | Éthiopie   | 9 min 14 s 98 | Monaco | 17 juillet 2015 |
| 5  | Emma Coburn           | États-Unis | 9 min 15 s 59 | Eugene | 27 juin 2015    |
| 6  | Purity Kirui          | Kenya      | 9 min 17 s 89 | Monaco | 17 juillet 2015 |
| 7  | Gesa Felicitas Krause | Allemagne  | 9 min 20 s 15 | Monaco | 17 juillet 2015 |
| 8  | Lydia Chepkurui       | Kenya      | 9 min 20 s 44 | Rome   | 4 juin 2015     |
| 9  | Salima Elouali Alami  | Maroc      | 9 min 20 s 64 | Monaco | 17 juillet 2015 |
| 10 | Tigist Getnet         | Éthiopie   | 9 min 20 s 65 | Monaco | 17 juillet 2015 |

## Médaillées
| Or             | Argent        | Bronze                |
| Hyvin Jepkemoi | Habiba Ghribi | Gesa Felicitas Krause |

## Résultats

### Finale
| Rang               | Nom                   | Nationalité | Temps         | Notes |
| ------------------ | --------------------- | ----------- | ------------- | ----- |
| Médaille d'or      | Hyvin Jepkemoi        | Kenya       | 9 min 19 s 11 |       |
| Médaille d'argent  | Habiba Ghribi         | Tunisie     | 9 min 19 s 24 |       |
| Médaille de bronze | Gesa Felicitas Krause | Allemagne   | 9 min 19 s 25 | PB    |
| 4                  | Sofia Assefa          | Éthiopie    | 9 min 20 s 01 | SB    |
| 5                  | Emma Coburn           | États-Unis  | 9 min 21 s 78 |       |
| 6                  | Hiwot Ayalew          | Éthiopie    | 9 min 24 s 27 |       |
| 7                  | Virginia Nganga       | Kenya       | 9 min 26 s 21 |       |
| 8                  | Lalita Babar          | Inde        | 9 min 29 s 64 |       |
| 9                  | Stephanie Garcia      | États-Unis  | 9 min 31 s 06 |       |
| 10                 | Salima El Ouali Alami | Maroc       | 9 min 32 s 15 |       |
| 11                 | Ruth Jebet            | Bahreïn     | 9 min 33 s 41 |       |
| 12                 | Colleen Quigley       | États-Unis  | 9 min 34 s 29 |       |
| 13                 | Özlem Kaya            | Turquie     | 9 min 34 s 66 |       |
| 14                 | Fadwa Sidi Madane     | Maroc       | 9 min 41 s 45 |       |
| 15                 | Rosefline Chepngetich | Kenya       | 9 min 46 s 08 |       |

### Séries
Qualification min 3 premières de chaque séries (Q) et les 6 meilleurs temps (q) se qualifient pour la finale.
| Rang | Série | Nom                   | Nationalité      | Temps          | Notes |
| ---- | ----- | --------------------- | ---------------- | -------------- | ----- |
| 1    | 2     | Habiba Ghribi         | Tunisie          | 9 min 24 s 38  | Q     |
| 2    | 2     | Gesa Felicitas Krause | Allemagne        | 9 min 24 s 92  | Q     |
| 3    | 1     | Hiwot Ayalew          | Éthiopie         | 9 min 25 s 55  | Q     |
| 4    | 2     | Rosefline Chepngetich | Kenya            | 9 min 25 s 91  | Q, PB |
| 5    | 3     | Hyvin Jepkemoi        | Kenya            | 9 min 26 s 19  | Q     |
| 6    | 3     | Sofia Assefa          | Éthiopie         | 9 min 26 s 47  | Q     |
| 7    | 3     | Emma Coburn           | États-Unis       | 9 min 27 s 19  | Q     |
| 8    | 2     | Lalita Babar          | Inde             | 9 min 27 s 86  | q, NR |
| 9    | 3     | Fadwa Sidi Madane     | Maroc            | 9 min 27 s 87  | q, PB |
| 10   | 3     | Ruth Jebet            | Bahreïn          | 9 min 27 s 93  | q     |
| 11   | 2     | Salima El Ouali Alami | Maroc            | 9 min 28 s 18  | q     |
| 12   | 1     | Virginia Nganga       | Kenya            | 9 min 28 s 50  | Q     |
| 13   | 2     | Colleen Quigley       | États-Unis       | 9 min 29 s 09  | q     |
| 14   | 1     | Stephanie Garcia      | États-Unis       | 9 min 29 s 34  | Q     |
| 15   | 2     | Özlem Kaya            | Turquie          | 9 min 30 s 23  | q, PB |
| 16   | 1     | Madeline Heiner       | Australie        | 9 min 30 s 79  |       |
| 17   | 3     | Etenesh Diro          | Éthiopie         | 9 min 31 s 97  |       |
| 18   | 1     | Amina Bettiche        | Algérie          | 9 min 36 s 10  | SB    |
| 19   | 1     | Geneviève Lalonde     | Canada           | 9 min 36 s 83  |       |
| 20   | 2     | Mariya Shatalova      | Ukraine          | 9 min 36 s 87  | PB    |
| 21   | 1     | Maruša Mišmaš         | Slovénie         | 9 min 37 s 73  |       |
| 22   | 3     | Genevieve LaCaze      | Australie        | 9 min 39 s 35  |       |
| 23   | 3     | Sandra Eriksson       | Finlande         | 9 min 39 s 64  |       |
| 24   | 2     | Birtukan Fente        | Éthiopie         | 9 min 39 s 77  |       |
| 25   | 2     | Erin Teschuk          | Canada           | 9 min 40 s 07  | PB    |
| 26   | 2     | Victoria Mitchell     | Australie        | 9 min 43 s 73  |       |
| 27   | 3     | Lucie Sekanová        | Tchéquie         | 9 min 45 s 72  |       |
| 28   | 2     | Silvia Danekova       | Bulgarie         | 9 min 46 s 31  |       |
| 29   | 2     | Sara Louise Treacy    | Irlande          | 9 min 48 s 24  |       |
| 30   | 3     | Klara Bodinson        | Suède            | 9 min 50 s 13  |       |
| 31   | 2     | Charlotta Fougberg    | Suède            | 9 min 50 s 79  |       |
| 32   | 1     | Camilla Richardsson   | Finlande         | 9 min 53 s 13  |       |
| 33   | 1     | Michelle Finn         | Irlande          | 9 min 55 s 27  |       |
| 34   | 1     | Muriel Coneo          | Colombie         | 9 min 55 s 53  |       |
| 35   | 3     | Tuğba Güvenç          | Turquie          | 9 min 58 s 07  |       |
| 36   | 1     | Lyudmila Lebedeva     | Russie           | 9 min 58 s 65  |       |
| 37   | 1     | Rosa Flanagan         | Nouvelle-Zélande | 10 min 00 s 71 |       |
| 38   | 3     | Natalya Aristarkhova  | Russie           | 10 min 02 s 79 |       |
| 39   | 3     | Kerry O'Flaherty      | Irlande          | 10 min 05 s 10 |       |
| 40   | 3     | Zhang Xinyan          | Chine            | 10 min 13 s 25 |       |
| 41   | 2     | Ekaterina Doseykina   | Russie           | 10 min 13 s 26 |       |
| 42   | 3     | Rolanda Bell          | Panama           | 10 min 33 s 78 |       |
|      | 1     | Sviatlana Kudzelich   | Biélorussie      | DNF            |       |
|      | 1     | Hanane Ouhaddou       | Maroc            | DQ             |       |
|      | 1     | Aisha Praught         | Jamaïque         | DQ             |       |

## Légende
Records et Performances
- AR : Record continental (area record)
- CR : Record des championnats (championship record)
- MR : Record du meeting (meet record)
- NR : Record national (national record)
- OR : Record olympique (olympic record)
- PR : Record paralympique (paralympic record)
- PB : Record personnel (personal best)
- SB : Meilleure performance personnelle de la saison (season's best)
- WL : Meilleure performance mondiale de l'année (world leader)
- WJR : Record du monde junior (world junior record)
- WR : Record du monde (world record)

Circonstances et Conditions
- DNF : N'a pas terminé (did not finish)
- DNS : N'a pas pris le départ (did not start)
- DQ : Disqualification (disqualification)
- NM : Aucun essai valable enregistré (No Mark)
- Q : Qualifié « directement » au prochain tour (ou à la prochaine compétition), lors d'une compétition majeure, grâce au classement ou à la réalisation des minima (automatic qualifier)
- q : Qualifié au prochain tour (ou à la prochaine compétition), lors d'une compétition majeure, grâce au repêchage ou à la réalisation de l'une des meilleures performances parmi celles des « non qualifiés directement » (grâce au meilleur temps ou à la meilleure distance par exemple) (secondary qualifier)